# Міжнародний аеропорт Хантсвілль
Міжнародний аеропорт Хантсвілль (англ. Huntsville International Airport, коди HSV, KHSV) — державний аеропорт і космодром в 16 кілометрах на південний захід від центру Хантсвілла в окрузі Медісон, штат Алабама, США. Федеральне авіаційне управління США визначило міжнародний аеропорт Хантсвілла місцем повторного входу Dream Chaser, космічного літака, яким керує Sierra Space для повторних входів з низької навколоземної орбіти.
Аеропорт є частиною порту Хантсвілль (разом з Міжнародним інтермодальним центром і промисловим парком Jetplex) і обслуговує об'єднану статистичну зону Хантсвілль-Декатур. Відкритий у жовтні 1967 року як Huntsville Jetport, це був третій аеропорт для Huntsville. В аеропорту є 12 воріт із туалетами, магазинами, ресторанами, телефонами та фресками, що зображують сцени авіації та дослідження космосу. На території аеропорту також є 3-зірковий готель. Готель Four Points by Sheraton розташований над зоною продажу квитків і лобі (поруч із терміналом є ангар, а на протилежних сторонах — диспетчерська вежа та поле для гольфу).